# Lista latarni morskich w Bułgarii

## Latarnie morskieBułgarii(wybór)
| Nazwa                                       | Zdjęcie | Obwód         | Położenie               | Rok powstania |
| ------------------------------------------- | ------- | ------------- | ----------------------- | ------------- |
| Latarnia morska w Szabli                    |         | Obwód Dobricz | Szabła                  | 1856          |
| Latarnia morska na przylądku Kaliakra       |         | Obwód Dobricz | przylądek Kaliakra      | 1901          |
| Latarnia morska na przylądku Galata         |         | Obwód Warna   | przylądek Galata        | 1987          |
| Latarnia morska na przylądku Emine          |         | Obwód Burgas  | przylądek Emine         | 1880          |
| Latarnia morska na wyspie świętej Anastazji |         | Obwód Burgas  | wyspa świętej Anastazji | 1914          |